# اچ‌ام‌اس ولزلی (۱۸۱۵)
اچ‌ام‌اس ولزلی (۱۸۱۵) (به انگلیسی: HMS Wellesley (1815)) یک کشتی بود که طول آن ۱۷۵ فوت ۱۰ ۳⁄۴ اینچ (۵۳٫۶ متر) بود. این کشتی در سال ۱۸۱۵ ساخته شد.